# Carbonado (Washington)
Carbonado è un comune degli Stati Uniti d'America, situato nello Stato di Washington, nella Contea di Pierce.